# حشره‌خوار گراس
 حشره‌خوار گراس (نام علمی: Crocidura grassei) نام یک گونه از سرده حشره‌خوارهای دندان‌سفید است.